# Willi Schimankowitz
Willi Schimankowitz (* 21. Dezember 1914; † 20./21. Jahrhundert) war ein deutscher Fußballspieler.

## Karriere
Schimankowitz gehörte von 1942 bis 1944 dem FC Bayern München als Abwehrspieler an. In der ersten Saison bestritt er drei Pflicht- und vier Freundschaftsspiele, in der zweiten ein Spiel in der Gauliga Südbayern, in der ein Jahr zuvor durch die kriegsbedingten Umstände auf zwei Gruppen aufgeteilten Gauliga Bayern, eine von zunächst 16, später auf 23 aufgestockten Gauligen zur Zeit des Nationalsozialismus als einheitlich höchste Spielklasse im Deutschen Reich, sowie ein Freundschaftsspiel. Das Gauligaspiel, in dem er mitwirkte, fand am 21. Mai 1944 (18. Spieltag) im Heimspiel gegen den LSV Straubing statt und wurde mit 1:2 verloren. Mit vier Punkten vor der KSG BC/Post Augsburg gewann er mit den Bayern die Südbayerische Gaumeisterschaft, die bereits nach dem 15. Spieltag – rein rechnerisch – feststand; für den FC Bayern München war es der erste Gaumeistertitel.
Nach dem Ende des Zweiten Weltkriegs kam er in der 1947 gegründeten Oberliga West, eine von nunmehr fünf Oberligen als höchste deutsche Spielklasse, zum Einsatz. Für die SpVgg Erkenschwick bestritt er acht Punktspiele und debütierte am 14. September 1947 (1. Spieltag) beim 5:0-Sieg im Auswärtsspiel gegen Alemannia Aachen.
In der Folgesaison – dem Liga-Neuling Preußen Münster angehörig – bestritt er lediglich drei Punktspiele, wobei er sein letztes am 13. Februar 1949 (18. Spieltag), beim 3:1-Sieg im Auswärtsspiel gegen den SV Rhenania Würselen, dem Mit-Aufsteiger, bestritt. Am Saisonende belegte sein Verein den dritten Platz hinter Borussia Dortmund und Rot-Weiss Essen.

## Erfolge
- Gaumeister Südbayern 1944